# Chalcolampra
Chalcolampra là một chi bọ cánh cứng trong họ Chrysomelidae.
Chi này được Blanchard miêu tả khoa học năm 1853.

## Các loài
Các loài trong chi này gồm:
- Chalcolampra fulvomontis Reid, 1993
- Chalcolampra multinoda Reid, 1993
- Chalcolampra walgalu Reid, 1993
- Chalcolampra winnunga Daccordi, 2003